# Provincie Chieti
Chieti (Provincia di Chieti) je provincie v oblasti Abruzzo. Sousedí na severozápadě s provincií Pescara, na jihozápadě s provincií L'Aquila, na jihu s provincií Isernia a na jihovýchodě s provincií Campobasso. Na severovýchodě její břehy omývá Jaderské moře.

## Okolní provincie
| Růžice kompasu | Pescara          |         |            | Růžice kompasu |
| Růžice kompasu | Sever            |         |            | Růžice kompasu |
| Růžice kompasu | Provincie Chieti |         |            | Růžice kompasu |
| Růžice kompasu | Jih              |         |            | Růžice kompasu |
| Růžice kompasu | L'Aquila         | Isernia | Campobasso | Růžice kompasu |